# Латентная стадия
Латентная стадия (латентная фаза) — четвёртая стадия психосексуального развития, согласно З. Фрейду. Наступает, начиная с 5-6 лет и продолжается вплоть до 11-12 лет. Ключевой особенностью данной стадии является снижение полового интереса, вытеснение ранних сексуальных переживаний, вследствие резкого разрешения Эдипова комплекса вследствие страха кастрации. Энергия либидо направляется на несексуальные цели, начинает образовываться Сверх-Я, и, как следствие, мораль.

## Описание
После высокого уровня сексуального интереса, характерного для фаллической стадии, начинается резкое сокращение сексуальной активности, связанное с вытеснением Эдипова комплекса. Фрейд считал, что это связано с невозможностью реализации Эдипова комплекса. Более того, он писал, что активный интерес к мужским гениталиям на фаллической стадии приводит к негативной реакции со стороны взрослых (иногда даже в форме угрозы лишения этой части тела), что вызывает страх кастрации у ребенка мужского пола, особенно после осознания факта отсутствия пениса у женщин. Именно угроза потери пениса кладёт конец надежде удовлетворения влечения к матери. Как раз в период латентной сексуальности впервые появляются такие особые реактивные образования как стыд, отвращение и мораль, которые являются важными проявлениями инстанции «Сверх-Я», образующейся в результате завершения фаллической стадии, делая «Сверх-Я» более сложно организованным.
У детей женского пола отличие заключается в том, что для них кастрация представляется как бы свершившимся фактом, что приводит к зависти к пенису. Вследствие отсутствия страха кастрации отпадает весьма веский мотив образования «Сверх-Я». Эдипов комплекс детей женского пола заключается в замещении желания обладать пенисом на желание принести ребенка своему отцу. Общим для детей обоих полов является то, что они начинают идентифицировать себя с родителями своего пола. Стоит отметить, что до разрыва отношений с К. Г. Юнгом, Фрейд вводил отдельное понятие комплекса Электры, фиксирующее схожий с Эдиповым комплексом у мальчиков конфликт с родителем своего пола и симпатию к родителю противоположного пола. Тем не менее он всё ещё считал теорию Эдипова комплекса полностью приложимой только к мальчикам.
Таким образом, «Я» ребенка отрывается от сексуальной цели, а энергия либидо направляется на обучение научным знаниям, на освоение культурных практик, на игры и на общение со сверстниками и прочие социально желательные цели, то есть оказывается преобразована защитным механизмом сублимации. Поскольку на этой стадии психосексуального развития не образуется новая организация сексуальности и ребенок не уделяет ей большого внимания, зачастую она рассматривается не столько как фаза психосексуального развития, сколько как некоторый отдельный период.
З. Фрейд предполагает возможность отсутствия данной стадии, то есть отсутствие угасания сексуальных интересов и сексуальной активности в период позднего детства/раннего пубертата. Также крайне важным, с точки зрения психоанализа, является восстановление в памяти вытесненных в этот период переживаний раннего детства.

## Более поздние взгляды психоаналитиков
А. Фрейд считала причиной идентификации ребенка с родителем лишь страх наказания. Первоначальные желания вытесняются, заменяясь теми, которые получают одобрение взрослого, либо же нежелательные действия компенсируются более желательными. В результате происходит отказ от первоначальных привычных потребностей и встраивание в себя ролевые модели, предложенные взрослыми. По сути, формирующееся в этом возрасте «Сверх-Я» перенимает у родителей запрещающую и требующую функции.
Благодаря такому внутреннему врастанию родительских фигур, в латентном возрасте ребёнок получает некоторую независимость от внешних объектов любви, заменяя её, однако, зависимостью от объектов внутренних. А. Фрейд видит наличие внутренней родительской фигуры крайне удобным в плане воспитательного воздействия на ребенка, детей латентного возраста можно не подавлять с помощью наказаний, а опираться на их «Сверх-Я». В сущности, можно сказать, что в латентный период внутренняя психическая жизнь у детей приобретает более неоднородную структуру.
Стоит отметить позицию М. Кляйн, считающей, что «Сверх-Я» закладывается ещё на первом году жизни ребёнка и в целом рассматривает значительную часть психических структур, рассматриваемых в психоанализе, как появляющихся на ранних этапах жизни.